# 2015年诗琳通公主60岁寿辰
诗琳通公主殿下60岁寿辰庆典是2015年4月2日泰国王室成员诗琳通公主的60岁大寿。由于诗琳通公主出生于星期六，代表色是紫色；泰国人相信每一纪是一个轮回，而60岁为第5个里程碑，人们会在公主寿辰当天使用大量紫色表示对诗琳通公主的尊敬。

## 标志

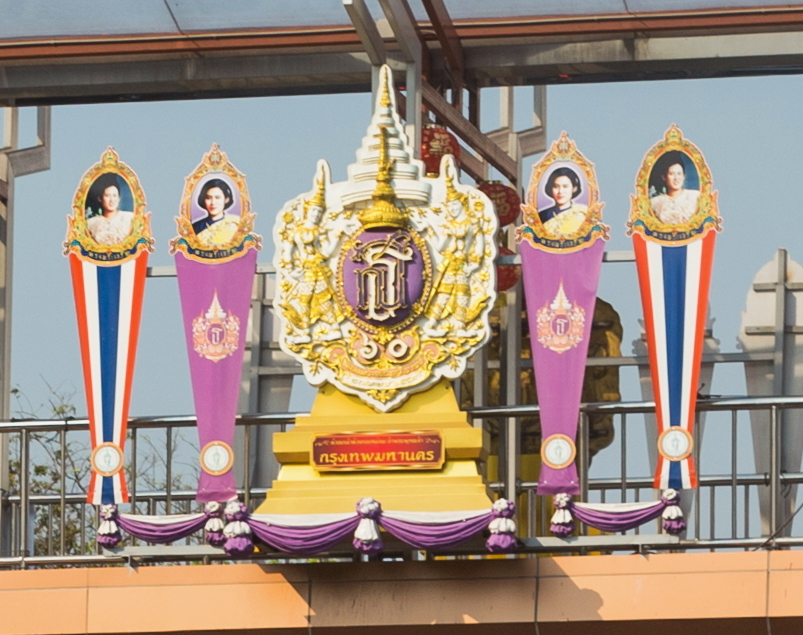
曼谷拍那空县一座人行过街天桥上的纪念标志和肖像。

诗琳通公主60寿辰标志最初于2014年9月25日公布。标志由泰文字母和组合而成，上有一顶泰式王冠，王冠后面有白色宝盖。站在标志左右的胁侍头戴泰式尖顶冠，手上各持一枝金花作邀请的手势。下方基座和缎带上有（泰文数字的60）、（佛曆2558年4月2日，即2015年4月2日）等字样。在此期间，泰国电视台的屏幕左上角上都有纪念公主60岁寿辰的标志，在此段时间内播放的电视剧包括《孽情魅戒》、《不一样的美男》、《龙裔黑帮》、《风之恋》（第3集开始）、《舞之殇》等，屏幕左上角也会有纪念诗琳通公主60岁寿辰的标志。
官方公文中所公布的颜色是紫色，十六进制代码为#BA55D3。

## 社会现象

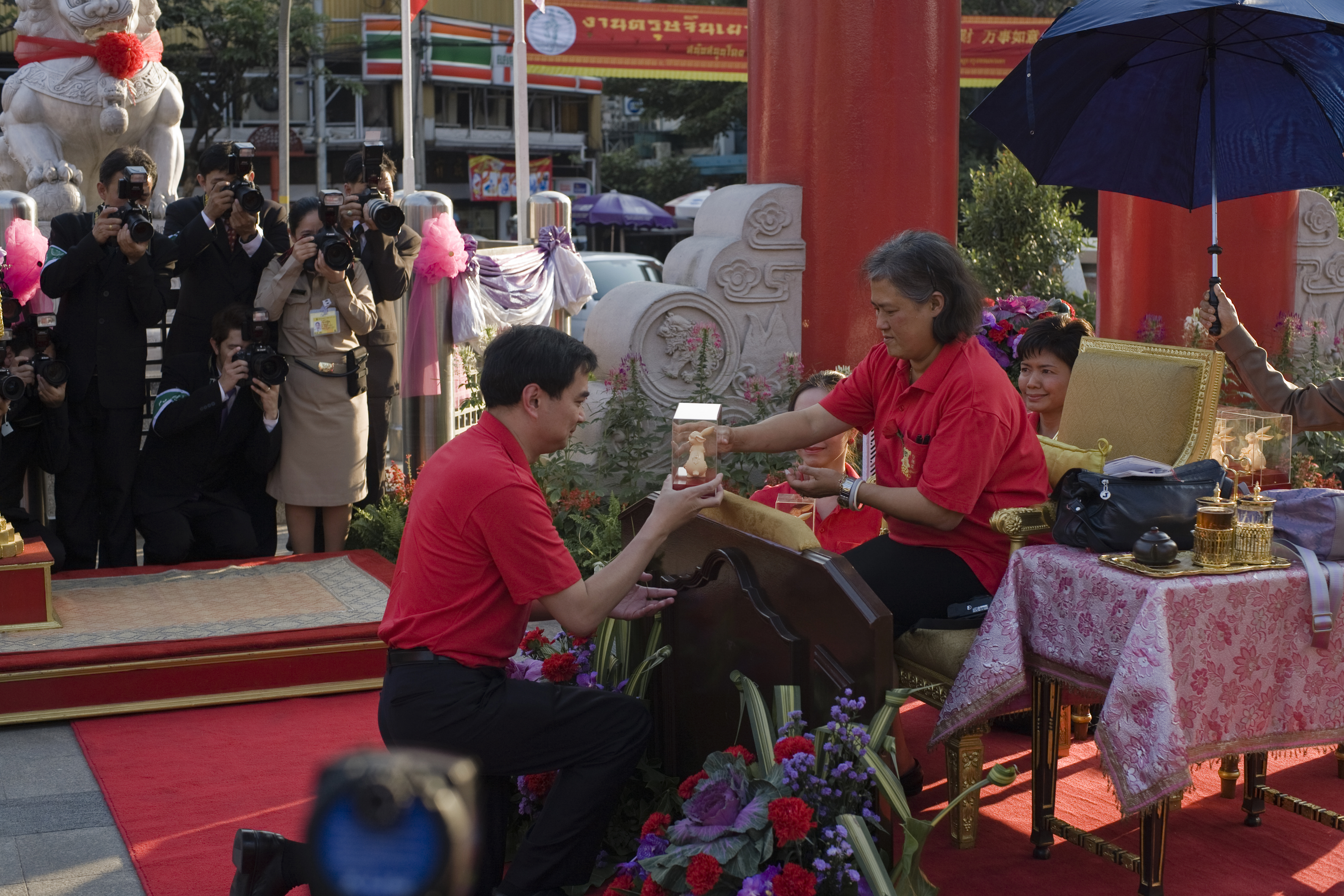
每年春节，诗琳通公主都会在崇圣牌楼下举行欢乐春节典礼（2011年摄）

### 春节发话
2015年春节前，泰国总理巴育·占奥差发表电视讲话；提到60寿辰华诞时，政府已经准备了庆祝活动，春节时耀华力路（曼谷唐人街）民间和官方机构举办盛大庆典借以此庆祝公主寿辰。每逢春节时，诗琳通公主都会来到耀华力路的崇圣牌楼为欢乐春节主持开幕典礼。

### 大赦天下
2015年3月30日，泰国政府公报发布大赦政令，其中规定死刑犯改为无期徒刑，无期徒刑改为50年有期徒刑，此外还有其他条件的赦免。

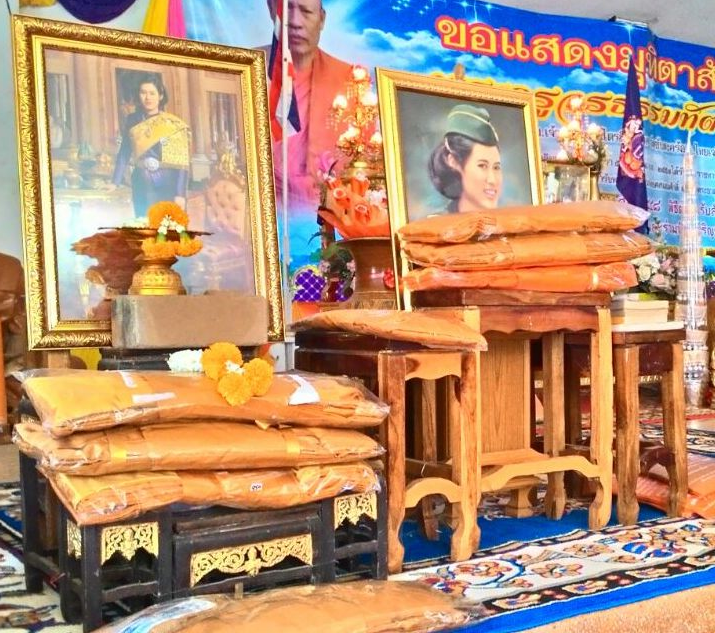
公主的肖像在泰国随处可见，图为泰国呵叻府一间寺庙内的两幅诗琳通公主画像。

### 发行纪念
泰国邮局发行了纪念邮票，邮票表面为紫衣诗琳通公主全身像；泰国国家银行发行了背面为公主像的限量100泰铢纸币。

### 紫色浪潮
4月2日，泰国曼谷的政府部门、机构和学校纷纷都挂上诗琳通公主的肖像和紫色旗帜，人们均穿着印有公主标志的紫色T恤。但不像泰国国王或王后诞辰一样全民度过一天假期。自3月份起，带有公主寿辰标志的紫色T恤热销，每件大约为250-450铢左右；公主寿辰以及之后的宋干节总销售额达到7亿铢，销售量将提升30%。
为纪念公主寿辰，泰国民众录制了《心爱的公主》等歌曲，也有一些插画家绘制诗琳通公主的卡通形象以示庆祝。除此之外，紫芳草也定为纪念诗琳通公主的代表花。

## 纪念活动

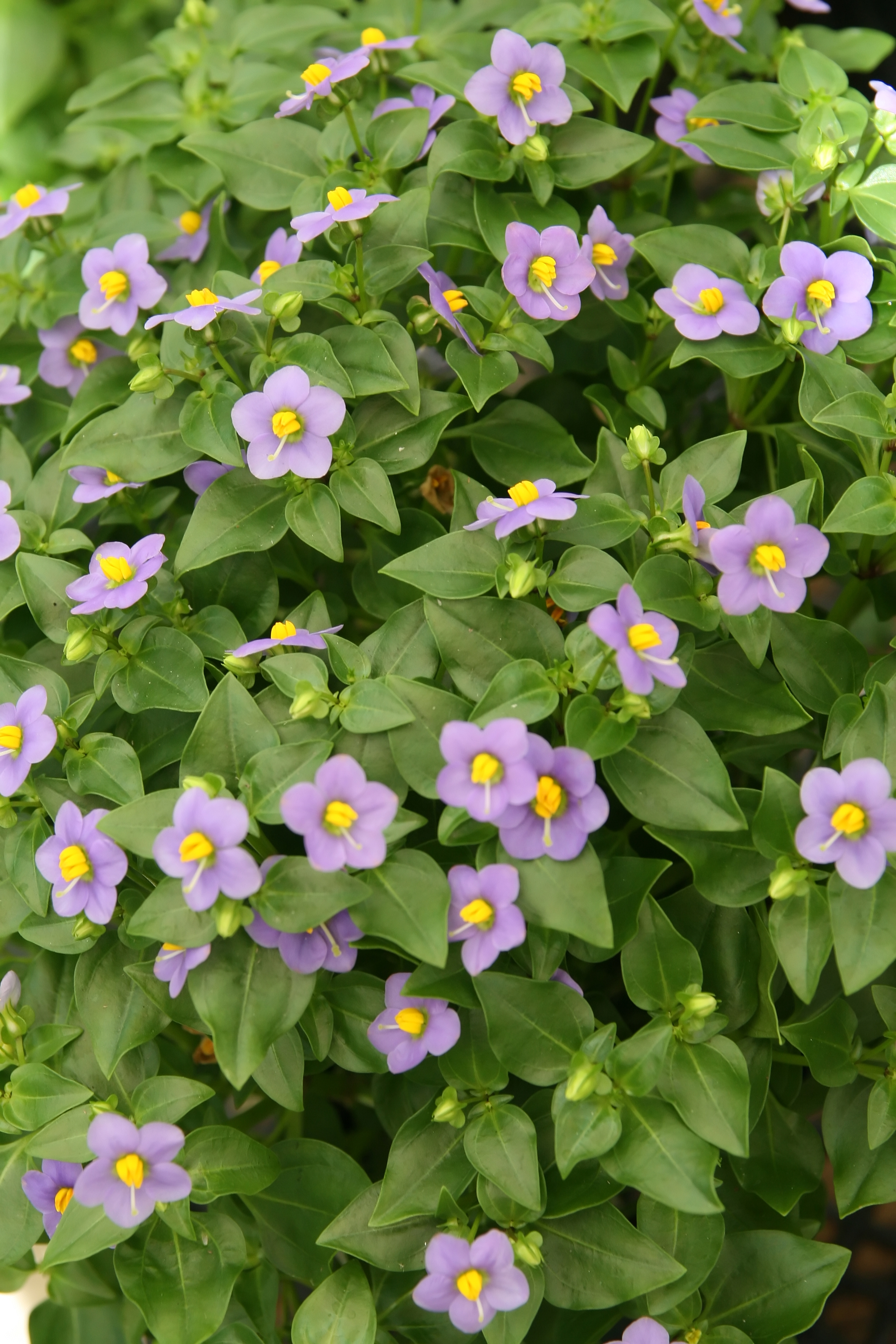
紫芳草是诗琳通公主的代表花。

2014年5月10日，由泰国职业妇女协会主办的“恭贺诗琳通公主60华诞庆典”于曼谷中国文化中心举办，是提前最早庆祝的活动。
2015年4月3日，北京外交人员语言文化中心于泰国驻华使馆举行招待会，梅笑寒向诗琳通公主赠送了《泰国诗琳通公主殿下60华诞纪念专刊》，作为公主的60岁生日礼物。
2015年4月4日，诗琳通公主来到北京大学与北大师生共同庆祝生日，挥笔题字“春华秋实”。
2015年6月25日晚，中国驻泰国大使馆大使宁赋魁邀请诗琳通公主畅游湄南河，庆祝公主的60岁诞辰。随后宁赋魁夫妇向诗琳通公主转交绵阳市先锋路诗琳通公主小学校师生赠送的版画，活动中诗琳通公主挥毫题字“中泰好邻居”。
2015年7月10日，“庆祝泰王国诗琳通公主殿下60华诞·诗琳通公主摄影展”于广东省博物馆3M层画廊开幕。该展览由泰王国驻广州总领事馆和泰国开泰银行共同举办，展出诗琳通公主的摄影作品。
2015年9月18日，“庆祝中泰建交40周年暨诗琳通公主殿下60寿辰中国书画慈善展”于泰国曼谷雅典娜广场皇家艾美酒店举行，展览中的展品入选了35位中国书画家的60幅作品，征集书画作品86幅。其中一幅用四川省遂宁市非物质文化遗产“观音绣”耗时百天绣成的《诗琳通公主绣像——美》由绣娘黄海彦所作，诗琳通公主本人在欣赏该幅作品时连声说好。同时南充市画家卢霖的3幅水墨画作品《诗琳通公主肖像》、《古镇码头》和《濂溪祠·爱莲池》也被一起入选，展示在黄海彦的刺绣作品旁边。
2015年10月，深圳市乐行天下科技有限公司为诗琳通公主定制了8辆紫色平衡车作为生日礼物，其创始人周伟等人受到公主接见。德国汉堡华人画家谭绿屏也为庆祝公主寿辰，绘制了一幅名为《金莲国泰》的国画肖像。画像宽100厘米，高70厘米；画中诗琳通公主身穿紫色衣裙，右手握着一支毛笔，左手拿着一本诗集，坐在莲花的花海中。
2015年10月15日，诗琳通公主于泰国华富里府庆祝60岁生日，放生了6头大象和461只其他的动物。

## 相关

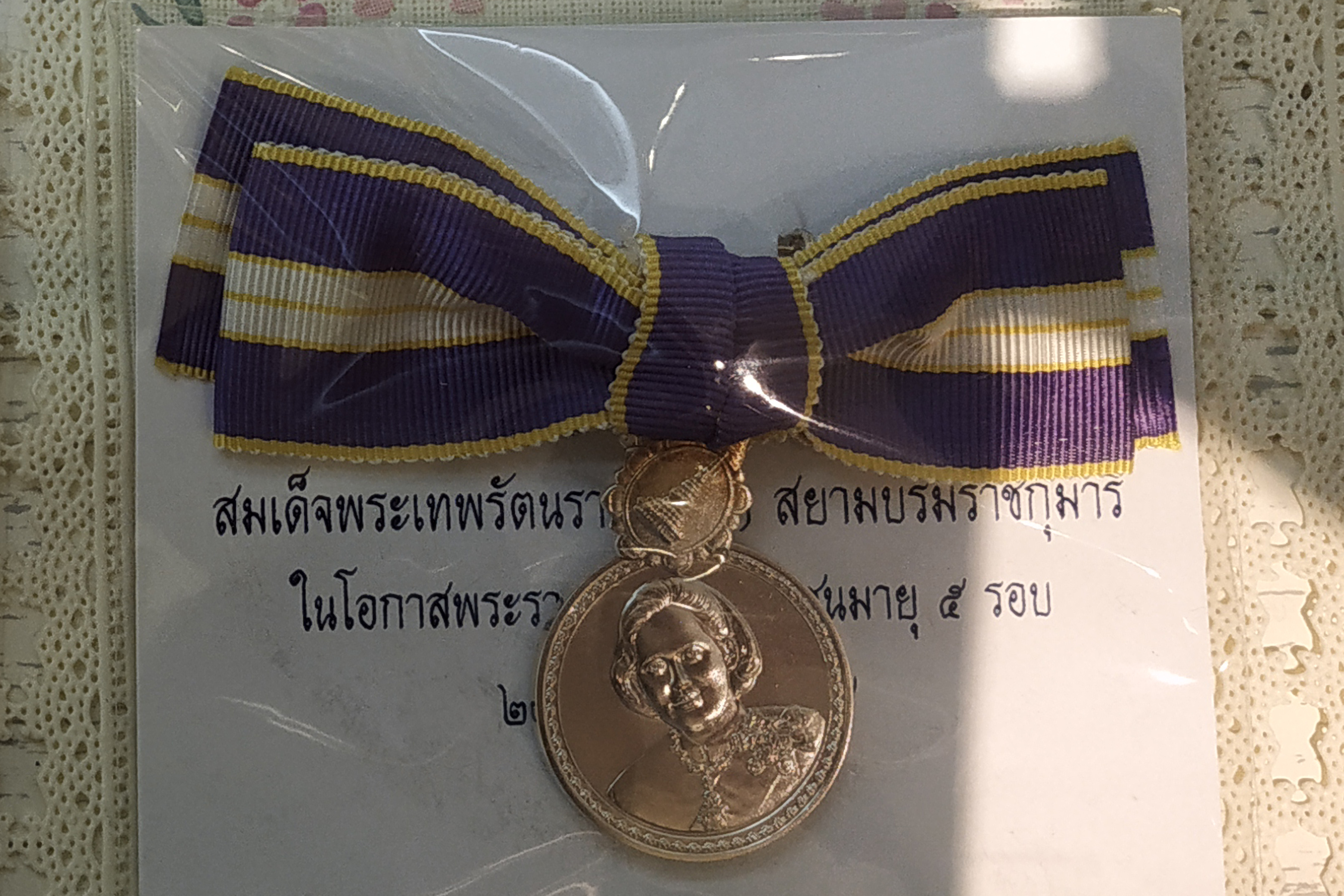
诗琳通公主60岁寿辰纪念奖章

2016年，北京大学出版社发行了纪念画册《诗琳通公主访华题词荟萃》（ISBN 9787301262283）和泰国朱拉隆功大学孔子学院教授傅增有编写的《中国人民心中的诗琳通公主》（ISBN 9787301266823）。《诗琳通公主访华题词荟萃》中收录诗琳通公主自1981年至2015年访华以来的精选御笔169条，每一条都附有题词现场照片。另一本书籍《中国人民心中的诗琳通公主》则收录了中国外交官、作家、学者、领导人等对诗琳通公主的感想文章。

## 图集

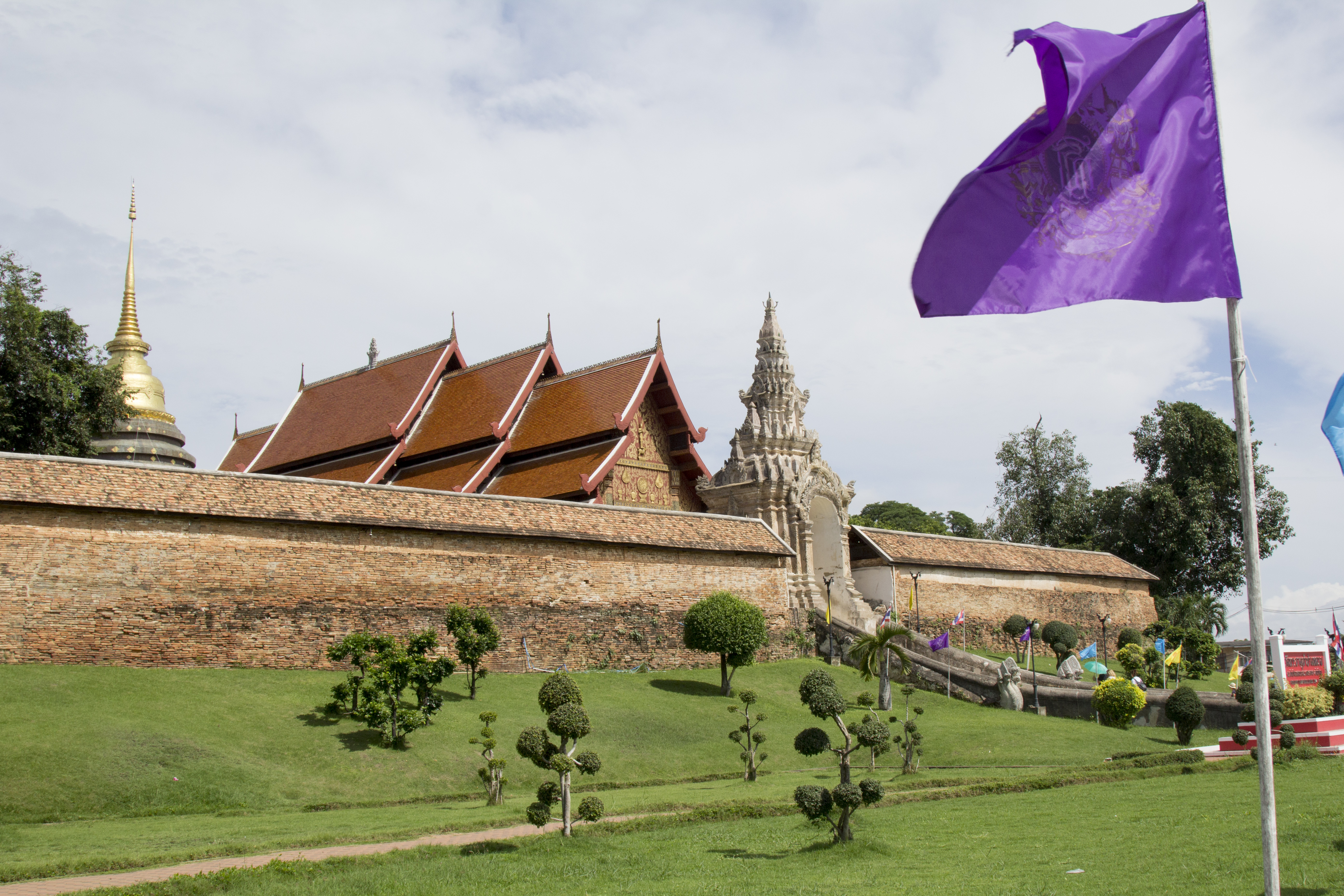
飘扬在寺庙门前的紫色旗帜，摄于2015年8月。
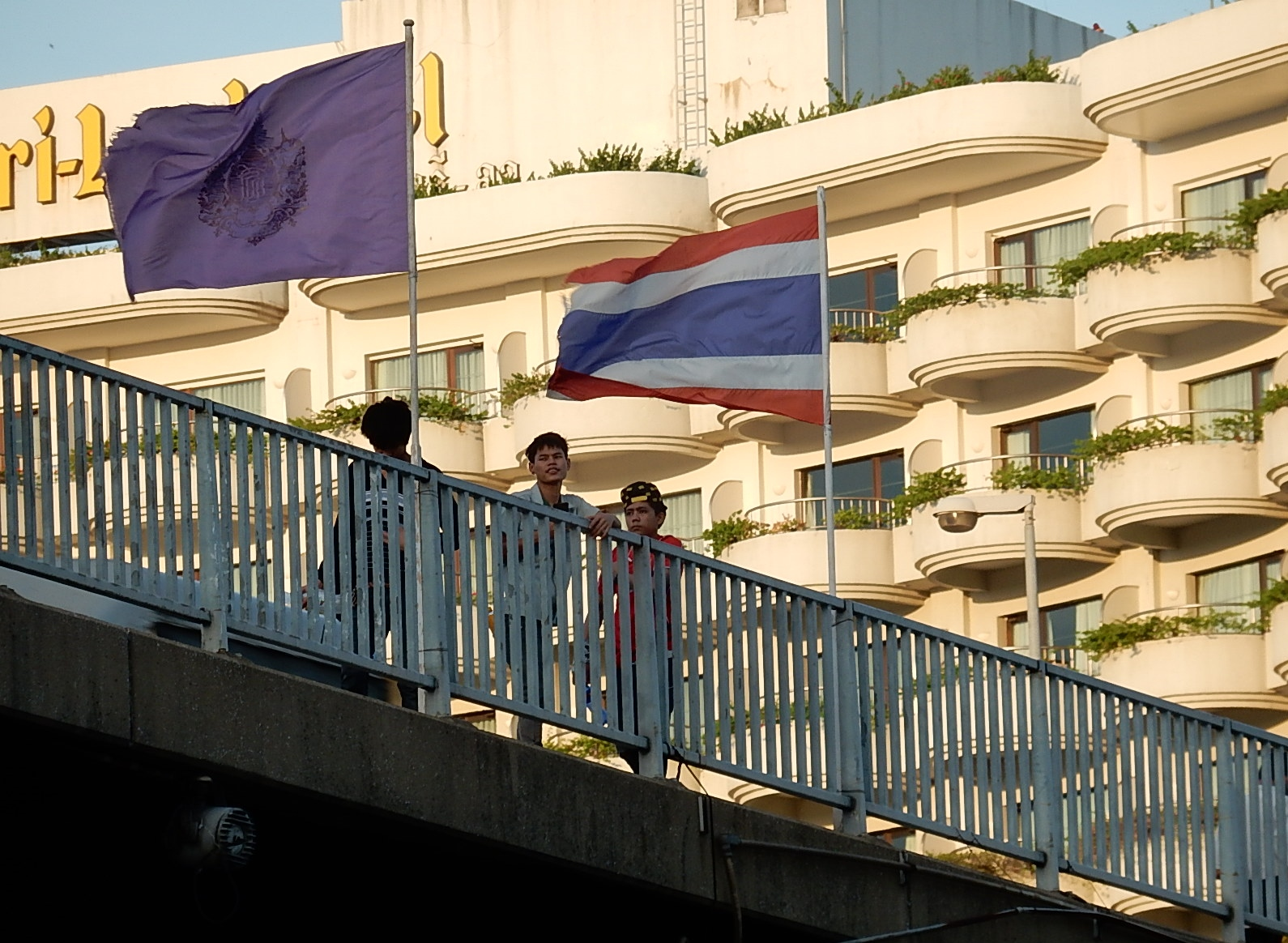
曼谷香格里拉酒店（英语：Shangri-La Hotel, Bangkok）旁人行天桥的泰国国旗和纪念公主寿辰的紫旗。
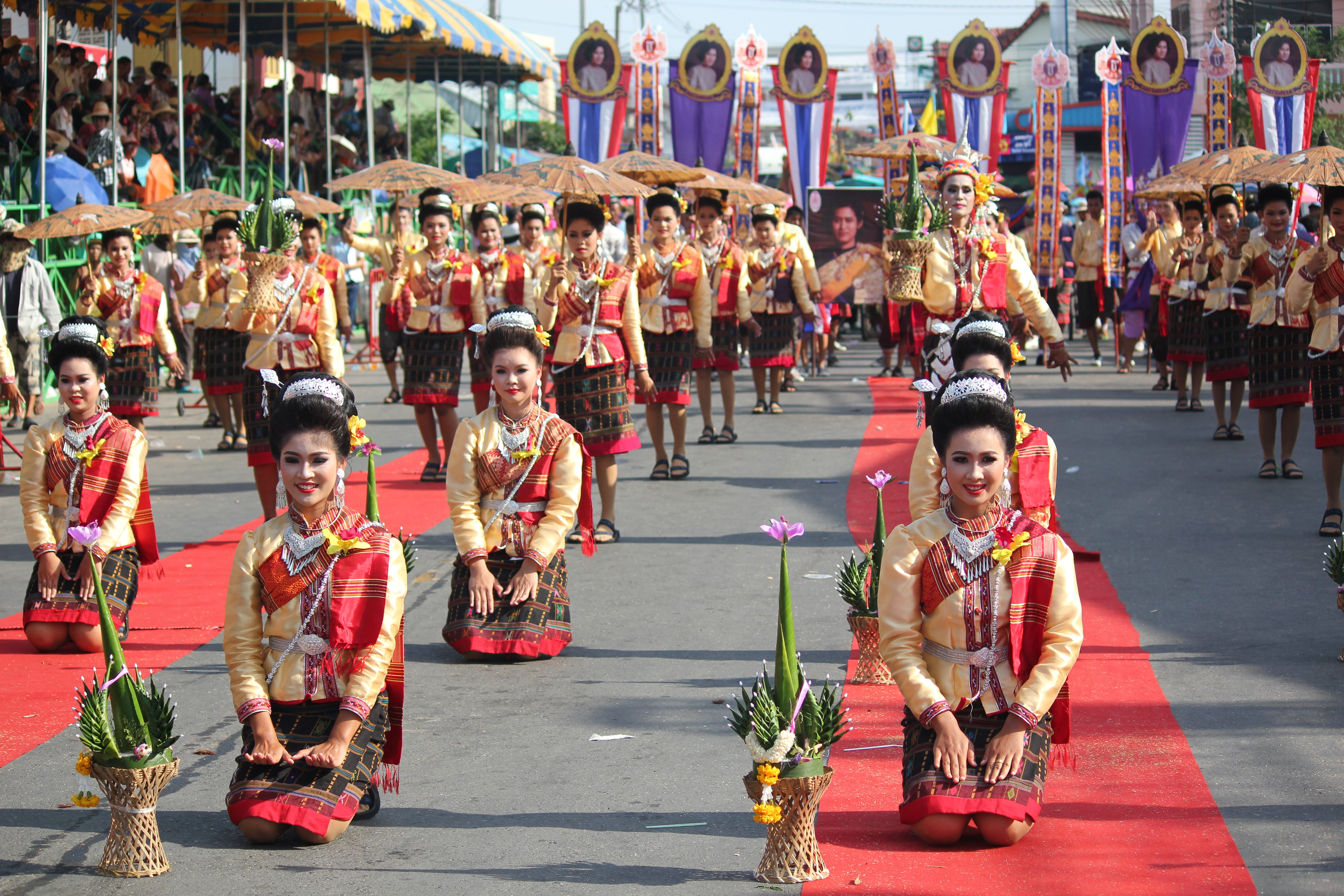
泰国东北部地区的“火箭节（英语：Rocket Festival）”仪式，后方挂有诗琳通公主肖像。
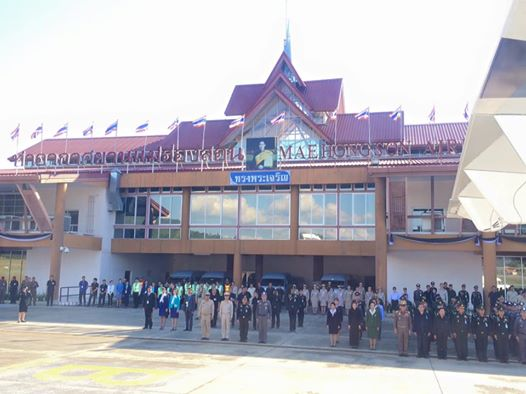
挂有公主肖像的湄宏顺机场（英语：Mae Hong Son Airport）。
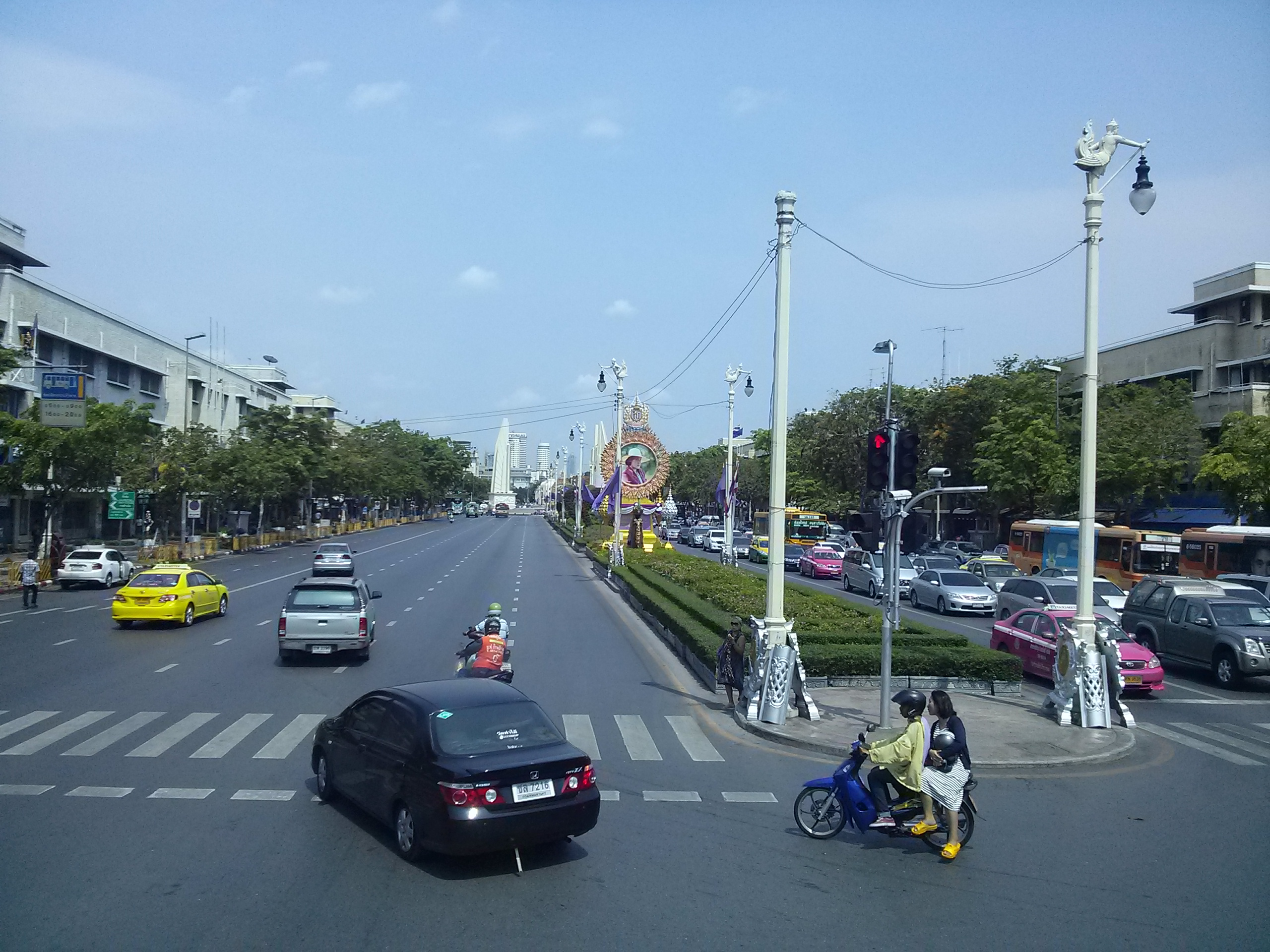
曼谷拍那空县拍喃五路中段的路段，原本的拉玛九世肖像换成了诗琳通公主。